# グノウェー
グノウェー（Gnowee）は、アボリジニの太陽神。
彼女がまだ地上に住んでいた頃、世界は永遠の闇に覆われており、人々はたいまつを持って歩くしかなかった。
ある日、グノウェーは息子が寝ているあいだに、ヤムイモを掘りに外出した。彼女は地球の果てに到達してしまい、地底に潜ったところ、その反対側に出た。そこで道に迷ったため、息子の居場所がわからなくなってしまった。
行方不明になった息子を探すために、彼女は大きなたいまつを持って天に昇った。グノウェーは今でも全世界を照らし出しながら、迷子になった我が子を探して空をさまよっている。